# Bride (Band)
Bride ist eine christliche Metal-/Hardrock-Band aus den USA. Sie wurde von den Brüdern Dale und Troy Thompson in den 1980er Jahren gegründet. Trotz der Kritik für die häufigen Stil-Wechsel der Band ist sie vor allem in den USA, Brasilien und Mitteleuropa populär.
Der Name der Band (dt.: Braut) bezieht sich auf die Braut Christi (Offb 21,2  21,9  22,17 ), die Gemeinschaft der Christen.

## Geschichte
Die Band wurde in Louisville, Kentucky zunächst unter dem Namen Matrix gegründet. 1983 begannen die Thompson-Brüder mit den ersten Demo-Aufnahmen. Insgesamt wurden vier Demos produziert und vor allem auf Konzerten und durch Anzeigen vertrieben. 1986 trat die Band im Vorprogramm der kanadischen Daniel Band auf. Der Auftritt verhalf ihnen zum ersten Plattenvertrag. Der Name wurde nun in Bride geändert. Es folgten die Platten Show No Mercy und Live to Die.
Nach einer Veränderung in der Besetzung entstand 1989 Silence is Madness, dem 1990 End of the Age als erstes "Best of"-Album folgte, welche gleichzeitig den Übergang vom ursprünglichen Metal-Sound hin zu eingängigeren Hard Rock markierte, der an den Stil der Zeit angelehnt wurde. Für das Best-of-Album wurden die beiden Titel Everybody Knows My Name und Same Ol' Sinner eingespielt, die als Singles 14 bzw. 8 Wochen lang auf Platz 1 der Christian Metal charts lagen.
Das Album Kinetic Faith brachte mehrere Hits in amerikanischen Radios hervor. Ein weiteres Best-of-Album, Shotgun Wedding, folgte auf Snakes In The Playground – nach Meinung vieler Fans immer noch das beste aller Bride-Alben – und Scarecrow Messiah.
Die nächsten Alben Drop und The Jesus Experience hatten einen eher alternativen Stil. Um das Design der CD-Hülle des letztgenannten Albums gab es einen Eklat, weil hinter der CD eine Abbildung Jesus’ auf einem elektrischen Stuhl war, die als geistliche Anregung gedacht war, aber letztendlich entfernt wurde.
Sich ständig weiter entwickelnd brachte die Band die folgenden drei Platten Oddities, Fistful of Bees und This Is It mit wieder rockigerem Sound heraus, wobei sich Dale Thompson auch rappend versuchte.
Mit dem Album Skin for Skin knüpften sie wieder an den Hardrock-Stil früherer Alben an.

## Auszeichnungen
Bride erhielten bisher vier Dove Awards der Gospel Music Association: drei in der Kategorie Hard Music Song (1992, 1993 und 1994) und einen 1995 in der Kategorie Hard Music Album für Scarecrow Messiah.

## Diskografie
Bride veröffentlichen sehr viel Material, so dass ein umfassender Einblick in die künstlerische Arbeit möglich ist. Dabei gibt es viele Mehrfachveröffentlichungen. Der Übersichtlichkeit halber sind die Haupt-Studioproduktionen hier fett hervorgehoben.
| - Show No Mercy (1986, Pure Metal) - Live To Die (1988, Pure Metal) - Silence Is Madness (1989, Pure Metal) - End of the Age (1990, Star Song) – Best-of-Album - Kinetic Faith (1991, Star Song) - Snakes In The Playground (1992, Star Song) - Snakes in the Playground Special Collector's Edition (1992, Star Song) - God Gave Rock And Roll To You (1993, Star Song) – Single - December (1993, Star Song) - End of the Age (1993, Star Song) - Scarecrow Messiah (1994, Star Song) - Shotgun Wedding: 11 #1 Hits and Mrs. (1995, Star Song) – Best-of-Album - Lost Reels I (1994, independent) - Lost Reels II (1994, independent) - Drop (1995, Rugged) - Lost Reels III (1997, independent) - The Jesus Experience (1997, Organic) - Oddities (1998, Organic) - Bride Live! Volume I (1999, Old School Records) - Bride Live Volume II Acoustic (2000) - Best of Bride (June 27, 2000, Organic) - Live at Cornerstone 2001 (2001, Millennium Eight Records) - The Matrix Years / Lost Reels (2001, Millennium Eight Records) - Fistful Of Bees (2001, Absolute Records) - MP3 Major Releases (2001, independent) - MP3 Independent Releases (2001, independent) - The Organic Years (2002, Millenium 8 Records) - Raw (2003, independent 7-track demo) - This Is It (2003, independent) - Snakes Alive: Live at Cornerstone '92 (2005, Retroactiv) - This Is It (2006, Retroactive Records w/ bonus tracks) - Skin For Skin (2006, Retroactive Records) - Very Best of Bride (2006, Star Song) | Sonstige - I Predict A Clone (1994) – Tributalbum für Steve Taylor Video - Under the Gun – live in Brazil (1993) |